# 佳季科沃
53°36′N 34°20′E / 53.600°N 34.333°E

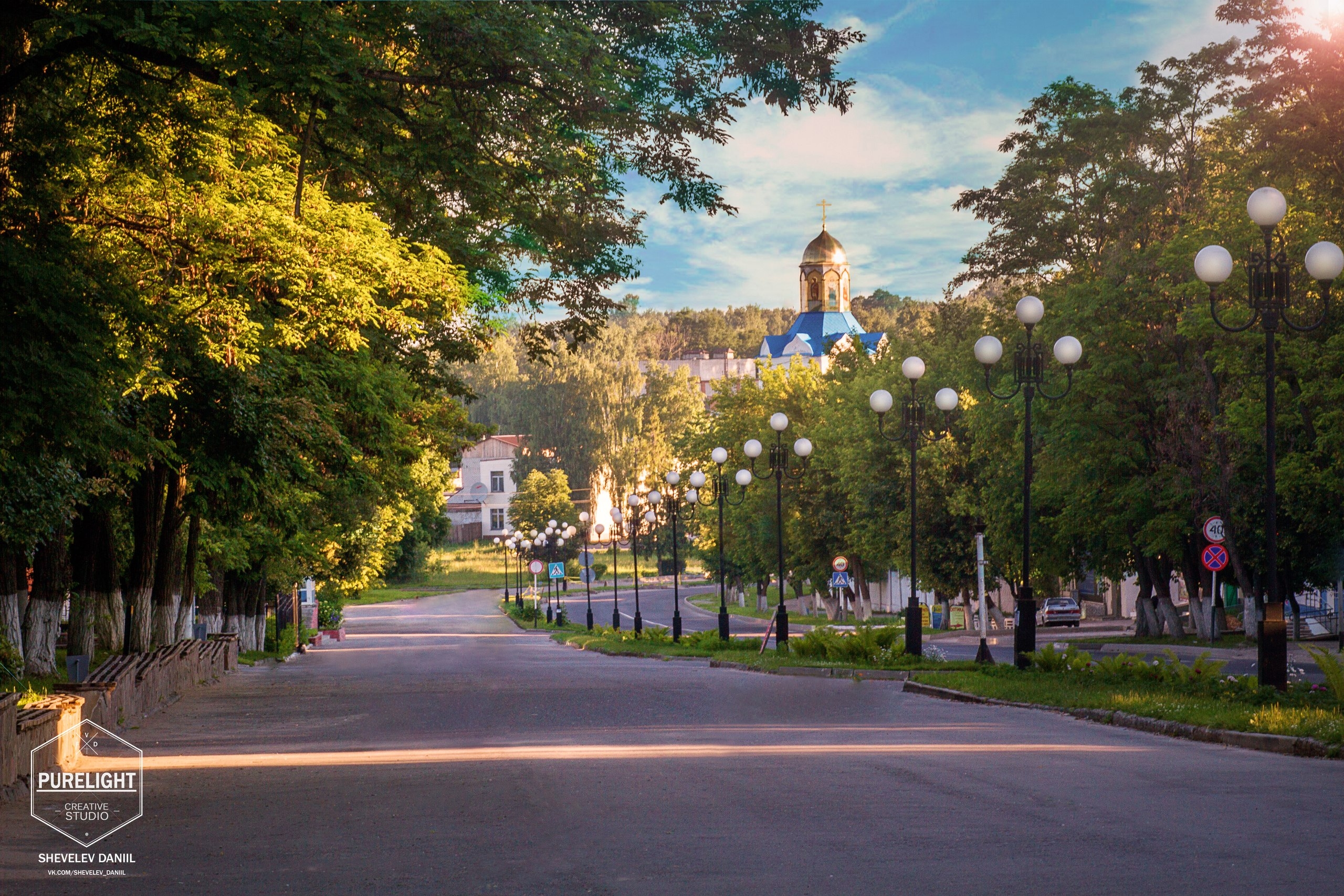
佳季科沃

佳季科沃（俄语：Дя́тьково）是俄羅斯布良斯克州東北部的一個城市，位於博爾瓦河畔，北距布良斯克38公里。根據2010年人口普查，當地人口为29,439人。
1626年建立，1938年設市。